# Mancomunidad Integral Valle del Alagón
La Mancomunidad Integral Valle del Alagón es una mancomunidad extremeña situada al norte de la comarca de las Vegas del Alagón, compuesta por 13 municipios y 3 pedanías.
El actual presidente de la Mancomunidad es Jorge Gordo Paule.

## Historia
La Mancomunidad de San Marcos fue fundada en julio de 1975 y estaba compuesta por cuatro municipios: Calzadilla, Guijo de Coria, Guijo de Galisteo y Villa del Campo. Al año siguiente se unió también Pozuelo de Zarzón, municipio donde se encuentra la sede de la mancomunidad.
En 1985 Aceituna se unió también a la mancomunidad y en 1995 lo hizo también Morcillo.
En mayo de 2006 la Mancomunidad de San Marcos se unió a la Mancomunidad Valle del Alagón, compuesta por los municipios de Aldehuela de Jerte, Carcaboso, Galisteo, Huélaga, Montehermoso y Valdeobispo. De esta fusión se fundó la actual Mancomunidad Integral Valle del Alagón.
Su extensión territorial de 635 km² y un total de 15.248 habitantes

## Funciones
La mancomunidad se encarga, entre otras funciones, del abastecimiento de agua y la recogida de basuras de los municipios miembros, mantener limpios los caminos rurales, fomentar el deporte y coordinar la oferta de empleo y los servicios sociales.